# Сокрушительный (эсминец, 1937)
«Сокрушительный» — советский эскадренный миноносец проекта 7.

## История строительства
Заложен 29 октября 1936 года на Балтийском заводе в Ленинграде, спущен на воду 23 августа 1937 года, вступил в строй 13 августа 1939 года, первоначально включён в состав КБФ. 17 сентября 1939 года ушёл из Ленинграда в Полярный по Беломоро-Балтийскому каналу. 8 ноября 1939 года включён в состав СФ.

## Служба

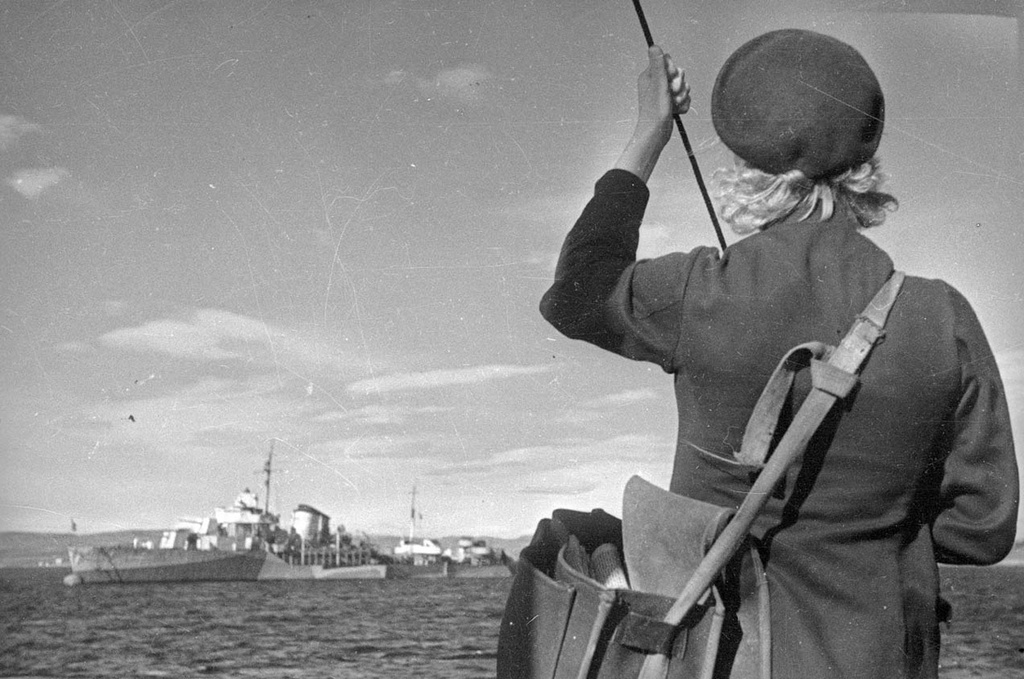
Почтальон плывёт с почтой к эсминцу, 1942 год

Участвовал в советско-финской войне. Нёс дозорную службу, несколько раз конвоировал транспорты.
Начало Великой Отечественной войны встретил в ремонте на заводе № 402. После окончания ремонта был включён в состав Беломорской флотилии.
31 июля 1941 года встретил в море в точке с координатами 67°43’5 с. ш. 41°32’2 в. д. британский минный заградитель «Эдвенчер», на борту которого находились 200 морских донных мин, 1000 глубинных бомб, парашюты и специальные пиротехнические материалы. В 8 часов утра 1 августа корабли прибыли в Архангельск. Это был первый за время войны заход британского корабля в советский порт.
До конца 1941 года произвёл три минные постановки, 11 раз обстреливал вражеские позиции (выпущено почти 1 300 снарядов). Несколько раз выходил на поиск вражеских кораблей, но операции заканчивались безуспешно. Выполнил большое количество конвойных, эскортных и поисковых операций. К сентябрю 1942 года выполнил уже 40 боевых походов. Зенитчики корабля отбили десятки атак немецкой авиации, сбив 4 самолёта (и ещё 2 — совместно с зенитчиками других кораблей).
29 марта 1942 года «Сокрушительный» и «Гремящий» вступили в охранение конвоя PQ-13. В 11 часов 18 минут в условиях плохой видимости были зафиксированы выстрелы корабельных орудий, затем вокруг эсминцев поднялись столбы от падающих снарядов. Внезапно на дистанции 15 кабельтовых появился эсминец Z-26. Сокрушительный" и «Гремящий» открыли огонь по противнику. «Сокрушительный» вторым залпом попал во вражеский эсминец в районе котельного отделения. Об эффективности управления огнем говорит тот факт, что противник дал по советским эсминцам пять залпов, на которые «Сокрушительный» и «Гремящий» ответили семью залпами. Однако плохая видимость помешала уничтожить противника, Z-26 скрылся в снежном заряде. Через некоторое время этот эсминец вместе с Z-24 и Z-25 атаковал британские корабли, но также получил несколько попаданий с крейсера «Тринидад». В бой с ним были также вовлечены «Сокрушительный» и «Гремящий». В итоге немецкий эсминец Z-26 был потоплен крейсером «Тринидад». После боя британские корабли ушли для оказания помощи повреждённому крейсеру «Тринидад». Оставшиеся в охранении «Сокрушительный» и «Гремящий» довели конвой без потерь.
До ноября 1942 года «Сокрушительный» участвовал в проводке конвоев, участвовал в поиске уцелевших кораблей конвоя PQ-17, эскортировал конвой PQ-18 обстреливал береговые цели, затем проходил плановый ремонт.
На корабле имели место 2 чрезвычайных происшествия — непроизвольные пуски торпед (при одном из них погиб краснофлотец). Ещё 2 члена экипажа погибли, упав в шторм за борт.
17 ноября того же года «Сокрушительный» и лидер «Баку» эскортировали конвой QP-15. 20 ноября 1942 года в условиях 11-балльного шторма корабли стали возвращаться в базу поодиночке. В 14.30 ударами волн была оторвана и через 10 минут затонула вместе с 6 матросами корма «Сокрушительного». На помощь «Сокрушительному», потерявшему в связи с утратой руля и винтов ход и управляемость, пришли эсминцы «Куйбышев», «Урицкий» и «Разумный». В ходе спасательных работ с тонущего корабля в условиях непрекращающегося сильнейшего шторма был снят 191 человек, ещё 14 человек при этом погибли. 21 ноября в 15.30 корабли, осуществляющие спасательные работы, ушли в базу для дозаправки топливом. На «Сокрушительном» остались 13 матросов, а также командир БЧ-3 старший лейтенант Г. Е. Лекарев и старший политрук И. А. Владимиров. Последующие попытки обнаружить аварийный корабль не увенчались успехом (к месту аварии был выслан эсминец «Громкий», а позднее тральщики ТЩ-36 и ТЩ-39; «Громкий» вернулся из-за повреждений при шторме, а тральщики прибыли в точку аварии лишь 25 ноября), с улучшением погоды сектор моря обследовали самолёты и подводные лодки. По-видимому, вскоре после ухода эсминцев «Сокрушительный» затонул в примерно в точке с координатами 73 градуса 30 минут северной широты, 43 градуса 00 минут восточной долготы. Большая часть офицеров во главе с командиром покинули корабль до эвакуации всего экипажа, за что позднее были отданы под суд. По его приговору командир корабля капитан 3-го ранга М. А. Курилех и командир боевой части № 2 капитан-лейтенант Я. Т. Исаенко были расстреляны. Старший помощник командира капитан-лейтенант О. И. Рудаков был приговорён к 10 годам лишения свободы, но эту меру наказания потом заменили разжалованием в рядовые и направлением в штрафбат. В 1944 году после двух ранений он был возвращён на флот с восстановлением в прежнем воинском звании как искупивший вину, окончил войну в звании капитана 3-го ранга и в должности командира эсминца «Доблестный», имея три боевых ордена, а впоследствии дослужился до звания контр-адмирала.
Таким образом, при катастрофе «Сокрушительного» погибли 35 членов экипажа: 6 в оторванной кормовой части, 14 в ходе спасательных работ, 15 оставшихся на корабле. Спасены 191 моряк: эсминцем «Куйбышев» 179 человек, «Урицким» — 11 и «Разумным» — 1. Из числа спасённых при возвращении кораблей на базу от переохлаждения и травм скончались 4 человека.